# Zabelia corymbosa
Zabelia corymbosa là một loài thực vật có hoa trong họ Kim ngân. Loài này được Eduard August von Regel và Johannes Theodor Schmalhausen mô tả khoa học đầu tiên năm 1877 dưới danh pháp Abelia corymbosa. Năm 1954 Tomitarô Makino chuyển nó sang chi Zabelia.

## Phân bố
Loài này có tại Afghanistan, Kazakhstan, Kyrgyzstan, Tajikistan, Uzbekistan.